# Convento dei Cappuccini (Sortino)
Il convento dei Cappuccini, con l'annessa chiesa, è un complesso religioso situato a Sortino in provincia di Siracusa.

## Storia
La fondazione del convento risale al 1556. Quasi totalmente distrutto dal sisma del 1693, venne ricostruito, ampliato e ultimato nel 1748, grazie ai contributi dei fedeli e della famiglia nobiliare dei Gaetani, Principi di Cassaro e Marchesi di Sortino. A partire dal 1764 il convento fu sede del noviziato.
Con la soppressione degli ordini religiosi (1866), l'intera struttura conventuale (convento, chiesa e selva) divenne proprietà del demanio. Il complesso venne riacquistato dai frati nel 1879, grazie all'opera del cappuccino sortinese P. Eugenio Scamporlino (Ministro Provinciale del tempo) e fu sede dell'unico noviziato di Sicilia, ospitando anche novizi provenienti da Napoli, Bari e Malta. Tra i novizi, qui visse e morì il servo di Dio fra Giuseppe Maria da Palermo, del quale è attualmente in corso il processo di beatificazione e canonizzazione.
Il convento negli anni 60 è stato sede dello studentato teologico interprovinciale e negli anni 90, del post-noviziato interprovinciale.

## Descrizione

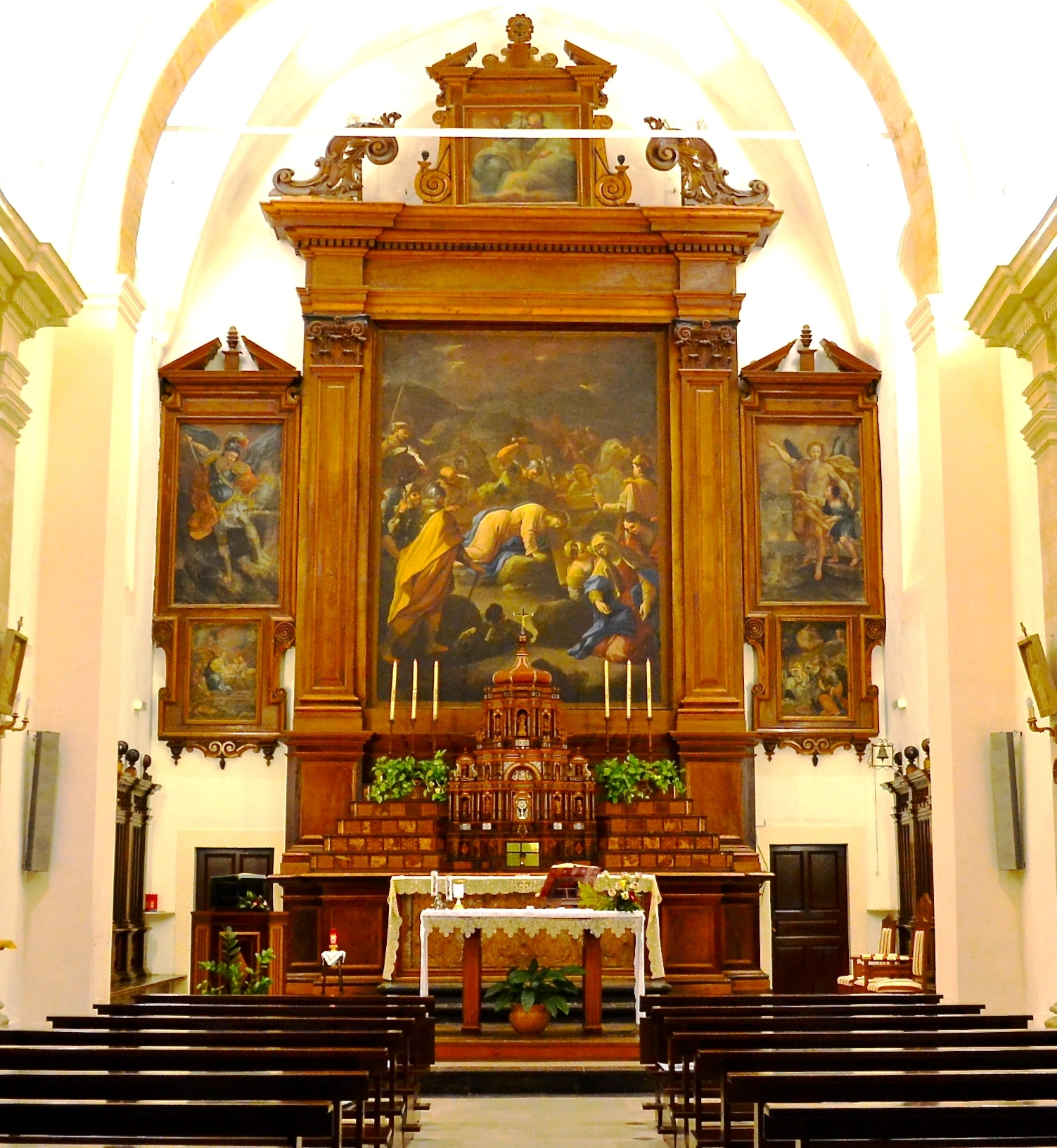
Interno della chiesa dei Cappuccini

Dall'architettura sobria e poco appariscente, secondo i canoni della semplicità francescana, il convento si articola attorno ad un ampio chiostro. La chiesa, a navata unica, con due cappelle laterali, dedicata alla Vergine Addolorata, al suo interno conserva un'opera di rilevante valore: la custodia lignea realizzata dal cappuccino fra Angelo Gagliano da Mazzarino (1743 - 1809). L'opera fu costruita in 18 anni di lavoro ed è costituita da singolari pannelli, realizzati in legno di albicocco, rosa, fico d'india e particolari in avorio e madreperla. Nella parte inferiore un pregiato paliotto, in cuoio martellato, ne adorna l'altare.

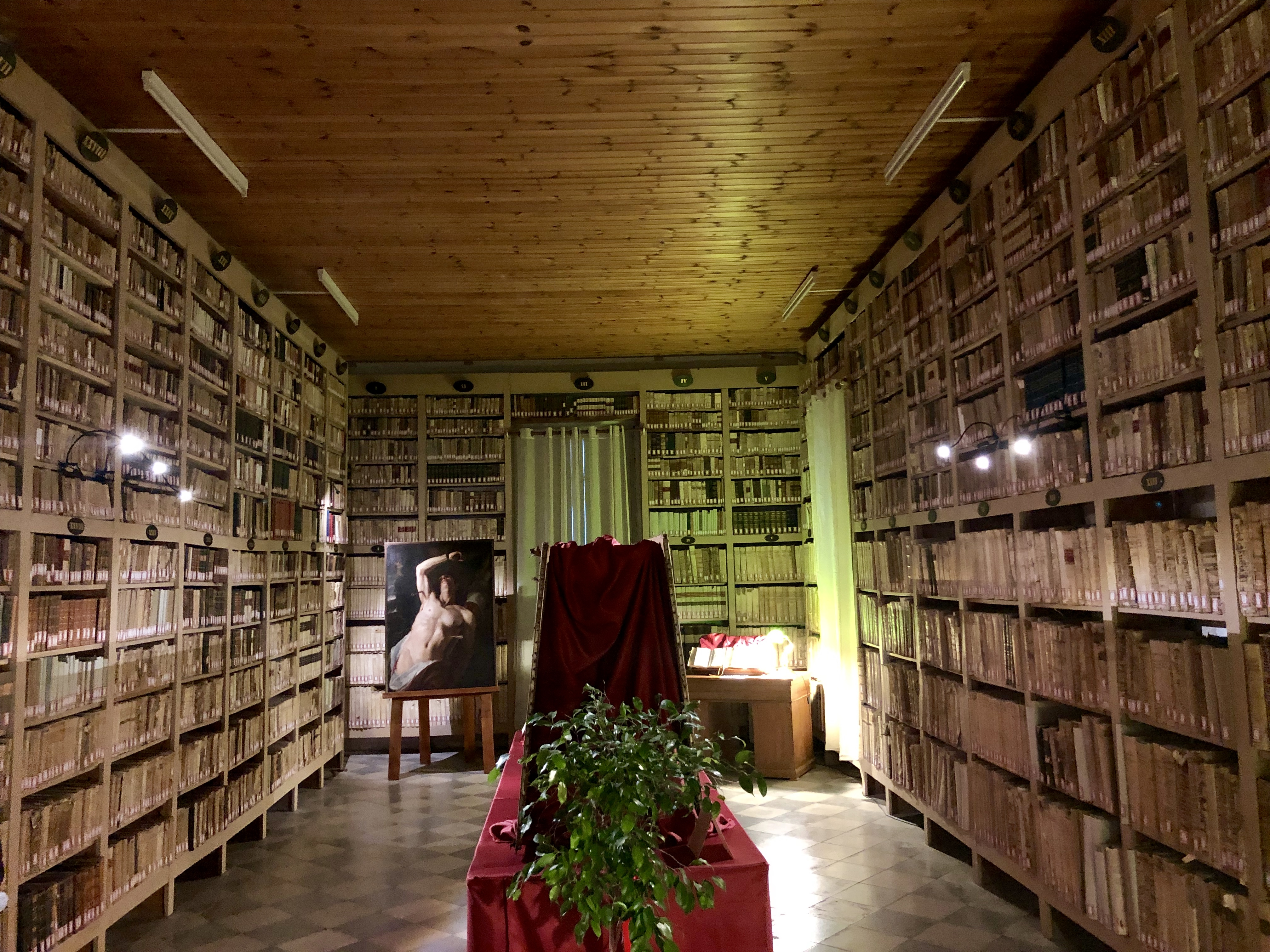
Biblioteca dei Cappuccini

La pala d'altare maggiore, risalente al sec. XVIII, di autore ignoto, rappresenta Gesù sotto la croce e il suo incontro con la Madre. Ai lati i quadri degli arcangeli Michele e Raffaele, al di sotto dei quali si trovano altre due tele, più piccole, raffiguranti la Natività di Gesù e la Natività di Giovanni Battista (di autore ignoto, risalenti al XVIII sec.). Il tutto in una cornice lignea, opera di frati ebanisti del secolo XVIII.
Tra le opere d'arte, che si conservano nel convento di Sortino, meritano di essere menzionate: la statua in marmo di S. Antonio di Padova, di stile gaginesco, risalente al 1527 e una tela raffigurante il Martirio di San Sebastiano (XVII Sec.), di scuola caravaggesca.
Il convento possiede, inoltre, una preziosa biblioteca che conta 14630 volumi. Tra i volumi del fondo antico si trovano: 20 preziosi manoscritti, alcuni incunaboli, 196 cinquecentine e migliaia di testi del Seicento, Settecento e Ottocento.